# Estación de Llerena
Llerena es una estación de ferrocarril situada en el municipio español homónimo, en la provincia de Badajoz, comunidad autónoma de Extremadura. Cuenta con servicios de media distancia operados por Renfe. Cumple también funciones logísticas.

## Situación ferroviaria
Se encuentra en la línea férrea de ancho ibérico que une Mérida con Los Rosales, pk 105,6 a 634 metros de altitud, entre las estaciones de Zafra y de Fuente del Arco. El tramo es de via única y está sin electrificar. 

## Historia
La estación fue abierta al tráfico el 20 de abril de 1880 con la puesta en funcionamiento del tramo Llerena-Zafra, de la línea férrea que pretendía unir Los Rosales, al norte de Sevilla con Mérida. Las obras corrieron a cargo de Manuel Pastor y Landero, ingeniero de caminos que logró la concesión en 1869. Ante las dificultades que sufría para continuar con las obras, en julio de 1880 decidió vender la concesión a MZA. Sin embargo, llegó también a un acuerdo con la Compañía de los Ferrocarriles Extremeños, formada por acreedores del propio Pastor y Landero, lo que daría lugar a una larga batalla legal entre ambas empresas. Finalmente, MZA acabó pactando con los Ferrocarriles Extremeños y, previo pago, se quedó con la línea, concluyéndola en 1885. En 1941, tras la nacionalización del ferrocarril en España, la estación pasó a ser gestionada por RENFE. Desde el 31 de diciembre de 2004 Adif es la titular de las instalaciones.

## La estación
Está ubicada al este del núcleo urbano, en una barriada llamada de La Estación que ha crecido junto al ferrocarril. Dispone de un edificio para viajeros formado por un cuerpo central de dos plantas coronado por un frontón triangular y dos anexos laterales de planta baja. El conjunto es de aspecto sobrio y funcional. Los vanos de la planta baja lucen arcos de medio punto mientras que los de la parte superior son adintelados. Vanos circulares decoran el frontón. El recinto cuenta con una importante playa de vías, fruto de sus funciones logísticas en las inmediaciones de Sierra Morena. En total existen hasta 9 vías numeradas aunque solo tres tienen acceso a andenes.

## Servicios ferroviarios

### Media Distancia
Únicamente efectúa parada un tren diario MD por sentido que permite conexiones directas con Madrid, Plasencia, Cáceres, Mérida, Zafra y Sevilla. 
| Línea MD | Trenes | Origen/Destino          |  | Destino/Origen      |
| -------- | ------ | ----------------------- |  | ------------------- |
|          | MD     | Madrid-Atocha Cercanías |  | Sevilla-Santa Justa |